# Папа Корнелије
Корнелије је био двадесети први папа наследник Фабијана од 6. марта или 13. марта 251. до јуна 253.
Изабран је за папу за време прогона римског цара Деција. Био је у сукобу с иновацијама, који су тврдили, да за смртне грехе попут убиства, чак ни бискупи не могу дати опрост грехова. Свети Ципријан помогао је Корнелију и његовим присталицама, да победе. Према његовом писању, Црква је у то време помогла 1500 сиромашним људима и удовицама. Корнелије је за време цара Требонијана, прогнан је. Умро је у изгнанству. Слави се као светац заједно са св. Ципријаном.